# Andesamerus novaezealandiae
Andesamerus novaezealandiae är en kvalsterart som beskrevs av J. och P. Balogh 1986. Andesamerus novaezealandiae ingår i släktet Andesamerus och familjen Ameridae. Inga underarter finns listade i Catalogue of Life.